# 衝吧，內華達
《衝吧，內華達》（英語：Push, Nevada）是一部美國神秘電視劇，於2002年9月17日在ABC首播，播出了7集後成為2002年秋季節目中首批被取消的節目之一。
《衝吧，內華達》由班·艾佛列克和夏恩·貝利創作，麥特·戴蒙和克里斯·摩爾擔任聯合製片人。講述一名聯邦探員前往一個小鎮尋找丟失的100萬美元（觀眾有機會首先找到並贏得這筆錢）。
該節目的獨特之處在於它提供了觀眾一個機會，解決謎題，換取獎金1,045,000美元。每一集都包含線索，從片頭字幕中的網址到劇中人物說出的特定短語，每一個都對這個謎團有著自己的意義。
24歲的紐澤西州居民馬克·纳卡莫托（Mark Nakamoto）贏得了大獎，他在《週一足球夜》節目播出期間給出最後一條線索後僅兩分鐘內撥打了一個特殊號碼。該節目的取消是在給出最終線索前兩週左右發生，但美國法律要求活動一直持續到結束。

## 外部連結
- 互联网电影数据库（IMDb）上《衝吧，內華達》的资料（英文）
- epguides.com上《衝吧，內華達》的資料